# Benito Manuel Agüero
Pour les articles homonymes, voir Aguero.
Benito Manuel de Agüero est un peintre baroque espagnol, né à Burgos vers 1625 et mort à Madrid en 1668.

## Biographie
Juan Agustín Ceán Bermúdez le dit né à Madrid en 1626. Pour d'autres historiens de l'art, il est né à Burgos, vers 1625, mais il vient jeune à Madrid où il commence par travailler comme apprenti dans l'atelier d'Alonso Cano en octobre 1639. Il est l'ami et le collaborateur de Juan Bautista Martínez del Mazo, le gendre de Velasquez.
Les chroniques de l'époque signalent son bon caractère. Antonio Palomino a raconté dans son livre  « Le Parnasse espagnol »  que même le roi d'Espagne aimait l'entendre « parce que ses paroles sont tranchantes et sentencieuses ». Grâce à ses relations avec Mazo, Agüero a rencontré Velázquez et s'est imprégné de son travail, en même temps qu'elles lui ont ouvert les portes pour travailler à Madrid dans des lieux fermés à d'autres peintres. Il a travaillé sur la décoration du palais du Buen Retiro et du palais d'Aranjuez, deux des résidences favorites Philippe IV.
Il est devenu un peintre de paysages avec des petites scènes mythologiques qui montrent les influences de Claude Gellée dit le Lorrain, et du napolitain Salvator Rosa. Antonio Palomino a écrit sur ses tableaux : « Bien qu'il ait utilisé des figures assez courantes, il a excellé dans les paysages dont il est devenu un spécialiste éminent, comme en témoignent les tableaux qu'il a peint dans le palais d'Aranjuez, avec style singulier ». Dans l'inventaire de 1700, il y avait 33 de ses œuvres dans le palais d'Aranjuez.
Certaines de ses peintures de paysages ont été attribuées à Mazo et parfois à Velazquez avant de lui être restituées au XXe siècle.
En même temps que ses peintures de paysages imaginaires, il a aussi exécuté des vues de différents palais royaux.
Il a aussi réalisé quelques peintures religieuses, comme la peinture de la Prise d'habit de San Idelfonso pour l'église du monastère royal de Santa Isabel, à Madrid, détruite en 1936